# Prix Louis-Forcinal
Le Prix Louis-Forcinal est une course hippique de trot monté qui se déroule au mois d'avril sur l'hippodrome de Vincennes, près de Paris.
C'est une course de Groupe II réservée aux chevaux de 5 ans, hongres exclus, ayant gagné au moins 45 000 € (conditions en 2025). Avant 2022, la course était également ouverte aux 6 ans.
Elle se court sur la distance de 2 850 mètres (grande piste), pour une allocation qui s'élève à 120 000 €, dont 54 000 € pour le vainqueur. 
L'épreuve est créée en 1955, prenant dans le calendrier la place du Prix Normand aux conditions similaires,. Elle honore la mémoire de Louis Forcinal, éleveur et driver au début du XXe siècle, président de l'Association des propriétaires des chevaux de course au trot et membre du comité du Cheval français.
Il convient de ne pas la confondre avec le Prix Céneri-Forcinal (honorant le grand-père du précédent), qui concerne pour sa part les chevaux de 4 ans.

## Palmarès depuis 1960
| Année | Vainqueur                                                      | Père                                                           | Jockey                                                         | Entraîneur                                                     | Distance                                                       | Réd.km                                                         |
| ----- | -------------------------------------------------------------- | -------------------------------------------------------------- | -------------------------------------------------------------- | -------------------------------------------------------------- | -------------------------------------------------------------- | -------------------------------------------------------------- |
| 2025  | Kid Bellay                                                     | Goetmals Wood                                                  | Éric Raffin                                                    | Jean-Michel Baudouin                                           | 2 850 m                                                        | 1'12"6                                                         |
| 2024  | Jéroboam d'Érable                                              | Prodigious                                                     | Damien Bonne                                                   | Clément Thomain                                                | 2 850 m                                                        | 1'13"8                                                         |
| 2023  | Ies We Kan                                                     | Carat Williams                                                 | Éric Raffin                                                    | Romain Derieux                                                 | 2 850 m                                                        | 1'12"3                                                         |
| 2022  | Happy and Lucky                                                | Ready Cash                                                     | Adrien Lamy                                                    | Franck Leblanc                                                 | 2 850 m                                                        | 1'13"7                                                         |
| 2021  | Freeman de Houelle                                             | Vigove                                                         | Éric Raffin                                                    | Franck Leblanc                                                 | 2 700 m                                                        | 1'12"2                                                         |
| 2020  | Course non disputée (confinement dû à la pandémie de Covid-19) | Course non disputée (confinement dû à la pandémie de Covid-19) | Course non disputée (confinement dû à la pandémie de Covid-19) | Course non disputée (confinement dû à la pandémie de Covid-19) | Course non disputée (confinement dû à la pandémie de Covid-19) | Course non disputée (confinement dû à la pandémie de Covid-19) |
| 2019  | Daïda de Vandel                                                | Real de Lou                                                    | Alexandre Abrivard                                             | Laurent-Claude Abrivard                                        | 2 700 m                                                        | 1'13"3                                                         |
| 2018  | Captain Sparrow                                                | Ready Cash                                                     | Éric Raffin                                                    | Luc Roelens                                                    | 2 700 m                                                        | 1'13"5                                                         |
| 2017  | Bellissima France                                              | Blue Dream                                                     | Matthieu Abrivard                                              | Matthieu Abrivard                                              | 2 700 m                                                        | 1'14"3                                                         |
| 2016  | Athéna de Vandel                                               | Prince Gédé                                                    | Matthieu Abrivard                                              | Cédric Mégissier                                               | 2 700 m                                                        | 1'13"7                                                         |
| 2015  | Villeroy                                                       | Oiseau de Feux                                                 | Éric Raffin                                                    | Sébastien Guarato                                              | 2 700 m                                                        | 1'13"8                                                         |
| 2014  | Vision Intense                                                 | Prodigious                                                     | Nathalie Henry                                                 | Philippe Moulin                                                | 2 700 m                                                        | 1'14"1                                                         |
| 2013  | Taïga du Rib                                                   | Nice Love                                                      | Jean-Loïc-Claude Dersoir                                       | Joël Hallais                                                   | 2 700 m                                                        | 1'13"9                                                         |
| 2012  | Santa Rosa France                                              | Kaisy Dream                                                    | Matthieu Abrivard                                              | Jean-Luc Bigeon                                                | 2 700 m                                                        | 1'14"3                                                         |
| 2011  | Singalo                                                        | Goetmals Wood                                                  | Éric Raffin                                                    | Louis Baudron                                                  | 2 700 m                                                        | 1'14"2                                                         |
| 2010  | Riesling                                                       | Love You                                                       | Matthieu Abrivard                                              | Bruno Marie                                                    | 2 700 m                                                        | 1'14"1                                                         |
| 2009  | Plenty Pocket                                                  | Ganymède                                                       | Pierre-Yves Verva                                              | Joël Van Eeckhaute                                             | 2 700 m                                                        | 1'13"4                                                         |
| 2008  | Olga du Biwetz                                                 | Cezio Josselyn                                                 | Yoann Lebourgeois                                              | Sébastien Guarato                                              | 2 700 m                                                        | 1'14"                                                          |
| 2007  | Nouba Turgot                                                   | Canada                                                         | Éric Raffin                                                    | Franck Anne                                                    | 2 700 m                                                        | 1'14"8                                                         |
| 2006  | Milia Pierji                                                   | Viking's Way                                                   | Pierre-Yves Verva                                              | Patrice Lebouteiller                                           | 2 700 m                                                        | 1'15"4                                                         |
| 2005  | Lobell de Mareuil                                              | Extrême Dream                                                  | Benoît Chupin                                                  | Michel Triguel                                                 | 2 700 m                                                        | 1'16"7                                                         |
| 2004  | Klara des Sarts                                                | Dream With Me                                                  | Jean-Paul Piton                                                | Fernand-Floribert Dubois                                       | 2 700 m                                                        | 1'17"2                                                         |
| 2003  | Jirella                                                        | Cèdre du Vivier                                                | Laurent-Claude Abrivard                                        | Jean-Michel Bazire                                             | 2 700 m                                                        | 1'16"4                                                         |
| 2002  | Itou Jim                                                       | Arnaqueur                                                      | Ludovic Mollard                                                | Jean-Marie Monclin                                             | 2 700 m                                                        | 1'19"7                                                         |
| 2001  | Hutin Tebe                                                     | Odin de la Vente                                               | Michel Lenoir                                                  | Jacques Bruneau                                                | 2 700 m                                                        | 1'16"8                                                         |
| 2000  | Honneur de France                                              | Tipouf                                                         | Laurent-Claude Abrivard                                        | Laurent-Claude Abrivard                                        | 2 700 m                                                        | 1'16"                                                          |
| 1999  | Gringo de Villière                                             | Tabac Blond                                                    | Laurent-Claude Abrivard                                        | Pierre Vercruysse                                              | 2 700 m                                                        | 1'20"6                                                         |
| 1998  | Éclair du Pam                                                  | Opus Dei                                                       | Michel Lenoir                                                  | Nicolas Roussel                                                | 2 175 m                                                        | 1'17"6                                                         |
| 1997  | Derby du Chatelet                                              | Workaholic                                                     | Michel Lenoir                                                  | Michel Lenoir                                                  | 2 175 m                                                        | 1'16"2                                                         |
| 1996  | Dom Williams                                                   | Workaholic                                                     | Philippe Békaert                                               | Bernard Provost                                                | 2 175 m                                                        | 1'16"2                                                         |
| 1995  | Chopin des Lices                                               | Jiosco                                                         | Yves Dreux                                                     | Alain Houssin                                                  | 2 175 m                                                        | 1'17"2                                                         |
| 1994  | Athos des Brégères                                             | Kapulco                                                        | Yves Dreux                                                     | Yves Dreux                                                     | 2 175 m                                                        | 1'17"8                                                         |
| 1993  | Vive Ludoise                                                   | Kronos du Vivier                                               | Jean-Claude Hallais                                            | Jean-Claude Hallais                                            | 2 375 m                                                        | 1'17"3                                                         |
| 1992  | Vallée du Loir                                                 | Hurgo                                                          | Henri Sionneau                                                 | Alain Sionneau                                                 | 2 300 m                                                        | 1'17"9                                                         |
| 1991  | Taxi Blanc                                                     | Istraéki                                                       | Frédéric Prat                                                  | Léopold Verroken                                               | 2 300 m                                                        | 1'17"2                                                         |
| 1990  | Tristan d'Essarts                                              | Jiosco                                                         | Jean-Pierre Thomain                                            | Stig Engberg                                                   | 2 325 m                                                        | 1'16"9                                                         |
| 1989  | Reine du Corta                                                 | Ura                                                            | Michel Lenoir                                                  | Alain Roussel                                                  | 2 325 m                                                        | 1'18"2                                                         |
| 1988  | Rêve d'Udon                                                    | Éjakval                                                        | Jean-Claude Hallais                                            | Bernard Desmontils                                             | 2 325 m                                                        | 1'18"                                                          |
| 1987  | Quel Soro                                                      | Ignifuge                                                       | Alain Sionneau                                                 | Alain Sionneau                                                 | 2 300 m                                                        | 1'19"6                                                         |
| 1986  | Prince Atout                                                   | Seddouk                                                        | Michel Lenoir                                                  | Alain Roussel                                                  | 2 350 m                                                        | 1'20"3                                                         |
| 1985  | Orfeu Negro                                                    | Valmont                                                        | Bernard Oger                                                   | Léopold Verroken                                               | 2 300 m                                                        | 1'18"6                                                         |
| 1984  | Marquis de Cozes                                               | Obstiné                                                        | Jean-Claude Hallais                                            | Robert Fontaine                                                | 2 250 m                                                        | 1'19"3                                                         |
| 1983  | Lapito                                                         | Dogan                                                          | Philippe Békaert                                               | Joël Hallais                                                   | 2 250 m                                                        | 1'20"                                                          |
| 1982  | Kémilla                                                        | Beauséjour II                                                  | Pierre Touvais                                                 | Gilles Baudron                                                 | 2 250 m                                                        | 1'21"3                                                         |
| 1981  | Kaiser Trot                                                    | Canino                                                         | Pascal Békaert                                                 | Joël Hallais                                                   | 2 250 m                                                        | 1'18"1                                                         |
| 1980  | Idylle du Corta                                                | Quioco                                                         | Michel Lenoir                                                  | Alain Roussel                                                  | 2 275 m                                                        | 1'18"8                                                         |
| 1979  | Irish Glory                                                    | Nonant le Pin                                                  | Yves Dreux                                                     | André-Louis Dreux                                              | 2 250 m                                                        | 1'19"6                                                         |
| 1978  | Gaie Matine                                                    | Vigan                                                          | Alain Sionneau                                                 |                                                                | 2 250 m                                                        | 1'19"5                                                         |
| 1977  | Guéridia                                                       | Quérido II                                                     | Philippe Békaert                                               |                                                                | 2 250 m                                                        | 1'19"9                                                         |
| 1976  | Ersin                                                          | Toronto II                                                     | Michel Lenoir                                                  |                                                                | 2 250 m                                                        |                                                                |
| 1975  | Ersin                                                          | Toronto II                                                     | Michel Lenoir                                                  |                                                                | 2 350 m                                                        | 1'21"4                                                         |
| 1974  | Chablis                                                        | Nonant le Pin                                                  | Michel-Marcel Gougeon                                          |                                                                | 2 350 m                                                        | 1'21"2                                                         |
| 1973  | Corlay                                                         | Fandango                                                       | Michel-Marcel Gougeon                                          |                                                                | 2 350 m                                                        | 1'22"3                                                         |
| 1972  | Apollon M                                                      | Négrier C                                                      | Pierre Giffard                                                 |                                                                | 2 350 m                                                        | 1'21"1                                                         |
| 1971  | Vigneron                                                       | Malbrough                                                      | Gérard Mascle                                                  |                                                                | 2 350 m                                                        | 1'20"6                                                         |
| 1970  | Ura                                                            | Carioca II                                                     | Michel-Marcel Gougeon                                          |                                                                | 2 350 m                                                        | 1'20"9                                                         |
| 1969  | Ulric                                                          | Euripide                                                       | Gérard Mascle                                                  |                                                                | 2 350 m                                                        | 1'20"6                                                         |
| 1968  | Tidalium Pelo                                                  | Jidalium                                                       | Jean Mary                                                      |                                                                | 2 350 m                                                        | 1'19"3                                                         |
| 1967  | Sablon                                                         | Carioca II                                                     | Gérard Mascle                                                  |                                                                | 2 350 m                                                        | 1'21"4                                                         |
| 1966  | Reder Kerveyer                                                 | Écusson                                                        | François Brohier                                               |                                                                | 2 350 m                                                        | 1'21"1                                                         |
| 1965  | Quito P                                                        | Fandango                                                       | Gérard Mascle                                                  |                                                                | 2 350 m                                                        | 1'20"7                                                         |
| 1964  | Ol Est B                                                       | Harold D III                                                   | François Brohier                                               |                                                                | 2 350 m                                                        | 1'20"5                                                         |
| 1963  | Noble Épine                                                    | Aristo                                                         | Jean Mary                                                      |                                                                | 2 350 m                                                        |                                                                |
| 1962  | Miss des Ramiers                                               | Atus II                                                        | Jean Mary                                                      |                                                                | 2 350 m                                                        | 1'20"                                                          |
| 1961  | Montcalm D                                                     | Atus II                                                        | Louis Sauvé                                                    |                                                                | 2 350 m                                                        | 1'21"8                                                         |
| 1960  | Katinka                                                        | Atus II                                                        | Maurice Riaud                                                  |                                                                | 2 350 m                                                        | 1'23"2                                                         |

### Note
1. ↑  Course disputée sur l'hippodrome de Rouen-Mauquenchy.

## Sources
- Pour les conditions de course et les dernières années du palmarès : site de la SETF
- Pour les courses plus anciennes : archives des quotidiens  (Ouest-France, Sud-Ouest…)